# Kaple Obětování Panny Marie (Výškov)
Kaple Obětování Panny Marie je římskokatolická kaple zasvěcená Panně Marii ve Výškově v okrese Louny. Stojí na návsi uprostřed vesnice.

## Popis
Barokní kaple byla postavena v roce 1743. Drobná vížka se zvonem byla opravena v roce 1996. Kaple má obdélný půdorys s půlkruhově zakončeným presbytářem orientovaným k severozápadu. Trojosé průčelí člení lizénové rámce a středový rizalit zakončený trojúhelníkovým štítem. Uvnitř valeně zaklenuté lodi se nachází zděná kruchta s prohnutou poprsnicí a vnitřní stěny jsou rozčleněné pilíři se svazky pilastrů. Oltář a kazatelna pochází z doby okolo poloviny osmnáctého století a oltářní obraz Korunování Panny Marie z roku 1750. Starší barokní obraz svatého Prokopa je z doby okolo roku 1700.